# Konstantín Símonov
Konstantín Símonov   (Sant Petersburg, 15 de novembre de 1915 (Julià) - Moscou, 28 d'agost de 1979), nom complet amb patronímic Konstantín (Kiril) Mikhàilovitx Símonov rus: Константи́н (Кири́лл) Миха́йлович Си́монов, fou un escriptor, poeta i guionista soviètic i rus. Figura pública, periodista, corresponsal de guerra. Heroi del Treball Socialista (1974). Guanyador del Premi Lenin (1974) i receptor de sis premis Stalin (1942, 1943, 1946, 1947, 1949, 1950). Va participar en la batalla de Khalkhin Gol (1939) i a la Gran Guerra Patriòtica de 1941-1945, on arribà al grau de coronel de l'exèrcit soviètic. Fou també Secretari General Adjunt de la Unió d'Escriptors Soviètics.

## Primers anys

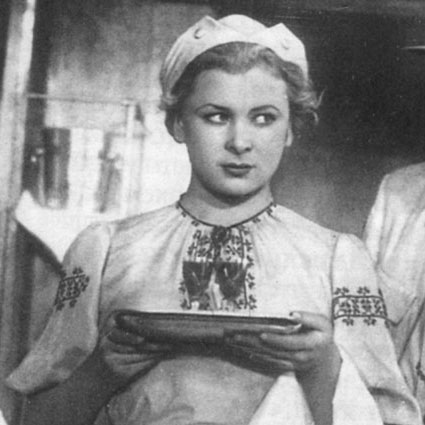
Valentina Serova en un fotograma de la pel·lícula de 1939 «Девушка с характером» (Una noia amb caràcter), de Konstantín Iudin (Константин Юдин: 1986 - 1957).

Símonov va néixer a Petrograd. La seva mare era la princesa Obolénskaia, pertanyent a una família ruríkida. El seu pare, un oficial de l'exèrcit del tsar, va abandonar Rússia després de la revolució de 1917. Va morir a Polònia després de 1921. La seva esposa Alexandra va romandre a Rússia amb Konstantín, i a principis de la dècada de 1920 va contreure matrimoni amb Aleksandr Ivanísxev, un oficial de l'Exèrcit Roig i veterà de la Primera Guerra Mundial. Konstantín va passar diversos anys de nen a Riazan mentre el seu padrastre treballava d'instructor a l'escola militar de la ciutat. Més tard es van mudar a Saràtov, on el nen passaria la resta de la seva infància. Després d'acabar la seva educació bàsica de set anys de durada el 1930, va ingressar a l'escola d'oficis per aprendre la feina de torner. El 1931, la seva família es va mudar a Moscou i Símonov, després de completar el curs d'enginyeria de precisió a l'escola d'oficis, va començar a treballar en una fàbrica, on va romandre fins al 1935. Durant aquests mateixos anys va començar a escriure poemes. El 1936 van ser publicats els seus primers poemes a les revistes Molodaia gvàrdia rus: Молодая гвардия ("Jove guàrdia") i Oktiabr rus: Октябрь ("Octubre"). El 1938, després d'haver completat un curs a l'Institut de Literatura Maksim Gorki, Símonov va ingressar en un curs de postgrau a l'Institut d'Història, Filosofia i Literatura de Moscou (IFLI), però va ser enviat com a corresponsal de guerra a la campanya de Khalkhin Gol a Mongòlia i no va tornar a l'institut fins a l'any següent.

## Corresponsal de guerra
Poc abans de marxar cap al front, finalment, es canvià de nom i en lloc del Kiril nadiu adoptà el pseudònim de Konstantín Simonov. La causa d'això rau en les peculiaritats de dicció i articulació de Símonov, que no podia pronunciar bé la "r" i la "l", per la qual cosa li resultava difícil de pronunciar el seu propi nom. El pseudònim es convertí en un fet literari, i aviat el poeta adquirí força popularitat a tota la Unió Soviètica. La mare del poeta no va reconèixer el nou nom, i fins al final de la seva vida el continuà anomenat Kiril.
El 1940 va escriure la seva primera obra de teatre, "La història d'un amor" rus: История одной любви Istória odnoi liubvi, portada a l'escenari al Teatre del Komsomol Leninista de Leningrad; el 1941 va escriure la segona, Un noi de la nostra ciutat rus: Парень из нашего города Paren iz nàixego góroda. Va passar un any en el curs per a corresponsals de guerra de l'acadèmia politicomilitar, i va obtenir el rang de servei d'oficial d'intendència de segon grau. Al començament de la guerra va ingressar al diari Kràsnaia zvezdà per treballar com a corresponsal de guerra. El 1942 va ser ascendit a comissari de batalles principal, el 1943 a tinent coronel, i després de la guerra a coronel. La major part dels seus informes de guerra van ser publicats al diari per al qual treballava. Durant aquests anys, va escriure les obres de teatre El poble rus rus: Русские люди, Espera'm rus: Жди меня, Així serà rus: Так и будет, el relat curt  Dies i nits rus: Дни и ночи i dos llibres de poemes: Amb tu i sense tu rus: С тобой и без тебя i Guerra rus: Война. Com a corresponsal de guerra, va estar un temps en cada un dels fronts; va servir a Romania, Bulgària, Iugoslàvia, Polònia i Alemanya i va presenciar la batalla de Berlín. Els seus informes complets van ser publicats després de la guerra, amb els títols Cartes des de Txecoslovàquia rus: Письма из Чехословакии, Amistat eslava rus: Славянская дружба, Quadern iugoslau rus: Югославская тетрадь i Des del Mar Negre i el Mar de Barents. Notes d'un corresponsal de guerra rus: От Чёрного до Баренцева моря. Записки военного корреспондента.

## Obres de postguerra
Després de la guerra, durant els tres anys passats en nombroses missions a l'estranger (Japó, EUA, Xina), va treballar com a redactor cap de la revista "Nou Món" rus: Новый мир Novi mir. Entre 1958 i 1960 va viure i treballar a Taixkent com a corresponsal del Pravda a les repúbliques de l'Àsia central. Com a corresponsal especial del Pravda, va cobrir els esdeveniments a l'illa de Damanski (1969).
La seva primera novel·la, Camarades d'armes rus: Товарищи по оружию, va aparèixer el 1952, i la seva novel·la més llarga, Els vius i els morts rus: Живые и мёртвые, el 1959. El 1961, la seva obra El quart rus: Четвёртый va ser representada al teatre Sovreménnik ("El Contemporani"). Entre 1963 i 1964 va escriure la novel·la No es neix soldat rus: Солдатами не рождаются. Entre 1970 i 1971 va escriure una continuació, a la qual va titular L'últim estiu rus: Последнее лето. En els anys de postguerra la carrera pública de Símonov pot ser dividida en tres parts: des de 1946 fins 1950 i des de 1954 fins 1958 va ser editor en cap de la revista literària Novi mir; des de 1950 fins a 1953, va ser editor en cap de la revista Literatúrnaia Gazeta; i des de 1946 fins al 1959 i entre 1967 i 1979 va ser secretari de la Unió d'Escriptors Soviètics.
L'any anterior a la seva mort, Simonov va intentar crear un arxiu especial de records de soldats en els arxius del Ministeri de Defensa de Podolsk, regió de Moscou, però els líders de l'exèrcit, en els alts nivells, van bloquejar la idea. Konstantín Símonov va morir de càncer de pulmó el 28 d'agost de 1979 a Moscou. Segons la seva última voluntat, va ser cremat, i les seves cendres es van dispersar als camps de Buinitxi, a prop de Mahiliou. El 1941 va quedar impressionat per la resistència soviètica en aquest lloc, durant la qual es van destruir 39 tancs alemanys en un dia i va descriure aquest episodi a la novel·la Viu o mort.
És el personatge central al llibre d'Orlando Figes The Whisperers (2007).

## Adaptacions cinematogràfiques
S'han produït nombroses pel·lícules a la Unió Soviètica en escenaris ficticis creats per Símonov i basats en les seves obres:
- Un noi de la nostra ciutat rus: Парень из нашего города Paren iz nàixego góroda (1942), dirigida per Aleksandr Stolper
- Espera'm rus: Жди меня Jdi ménia (1943), dirigida per Aleksandr Stolper
- En el nom de la pàtria (1943), dirigida per Vsévolod Pudovkin i Dmitri Vassíliev
- Dies i nits rus: Дни и ночи Dni i notxi (1945), dirigida per Aleksandr Stolper
- La qüestió russa rus: Русский вопрос Russki voprós (1947), dirigida per Mikhaïl Romm
- La guarnició immortal rus: Бессмертный гарнизон Bessmertni garnizon (1956), dirigida per Eduards Tisē
- Normandie-Niemen rus: Нормандия — Неман (1960), producció conjunta de la Unió Soviètica i França, juntament amb Charles Spaak i Elsa Triolet
- Els vius i els morts rus: Живые и мёртвые Jivie i mórtvie (1964), dirigida per Aleksandr Stolper, protagonitzada per Kiril Lavrov, Anatoli Papànov, Oleg Iefrémov
- Retribució rus: Возме́здие Vozmézdie (1967), dirigida per Aleksandr Stolper
- Granada, Granada, la meva Granada ... rus: Гренада, Гренада, Гренада моя Grenada, Grenada, Grenada moia (1967), documental, co-dirigit amb Roman Karmen
- El cas de Polinin rus: Случай с Полыниным Slutxai s Polininim (1970), dirigida per Aleksei Sàkharov
- El quart rus: Четвёртый Txetvorti (1972), dirigida per Aleksandr Stolper
- Vint dies sense guerra rus: Двадцать дней без войны Dvàdtsat dnei bez voini (1976), dirigida per Aleksei German, protagonitzat per Iuri Nikulin i Liudmila Gúrtxenko